# Leghe di nichel
Le leghe di nichel sono leghe metalliche il cui componente principale è il nichel (Ni), a cui solitamente si aggiungono quantità variabili di rame, cromo, titanio, cobalto e alluminio. Il loro utilizzo avviene in tutte le applicazioni che richiedono alta resistenza alla corrosione, specie a caldo, buona saldabilità e proprietà meccaniche elevate ad alta temperatura. L'impiego più comune delle leghe di nichel riguarda apparati elettrici ed elettronici, l'industria alimentare e la componentistica di turbomacchine, come le palettature delle giranti.
Le leghe più performanti nelle situazioni suddette, in particolare per l'ambito macchinistico, prendono il nome di superleghe di nichel.

## Caratteristiche e composizione
Generalmente le leghe di nichel comprendono un quantitativo in peso di nichel mai inferiore al 40-50% e fino al 99.5%, cui si aggiunge alluminio e rame. Il rame consente di abbattere il costo del materiale finale e ne aumenta le proprietà meccaniche, inoltre rame e nichel sono reciprocamente solubili a qualsiasi concentrazione. La presenza di alluminio con tracce di titanio (0.6%), in forma di precipitati tipica delle superleghe, consente un ulteriore incremento della resistenza meccanica.

### Superleghe
Sono composte generalmente dal 50-60% Ni, 15-20% Cr, 15-28% Co, con piccole quantità di alluminio e titanio
. Si caratterizzano per la presenza di tre fasi
- una matrice di austenite-γ
- una fase precipitata di {\displaystyle {\ce {Ni3Al}}} e {\displaystyle {\ce {Ni3Ti}}} chiamata γ-primaria
- particelle di carburi dovuti all'aggiunta di percentuali minime di carbonio